# Oberer Schlossgarten
Oberer Schlossgarten ist ein Stadtteil von Stuttgart. Er liegt im Stadtbezirk Mitte und erstreckt sich mit 36,4 ha nicht nur über den gleichnamigen Teil des Schlossgartens.
Als einer von zehn Stadtteilen im Stadtbezirk Mitte zählt er zum inneren Stadtgebiet Stuttgarts. Er trägt die Stadtteilnummer 101.
Der Stadtteil wird durch die B 14 in zwei Teile getrennt. Auf der westlichen Seite gehören die Parkanlage, das Neue Schloss mit Schlossplatz, das quadratische Haus des Landtags und das Opern- und das Schauspielhaus des Stuttgarter Staatstheaters zum Stadtteil. Östlich der Bundesstraße finden sich neben anderen öffentlichen Einrichtungen wie der Staatsgalerie, dem Wilhelmspalais oder der Württembergischen Landesbibliothek auch Wohnbebauung.

## Galerie

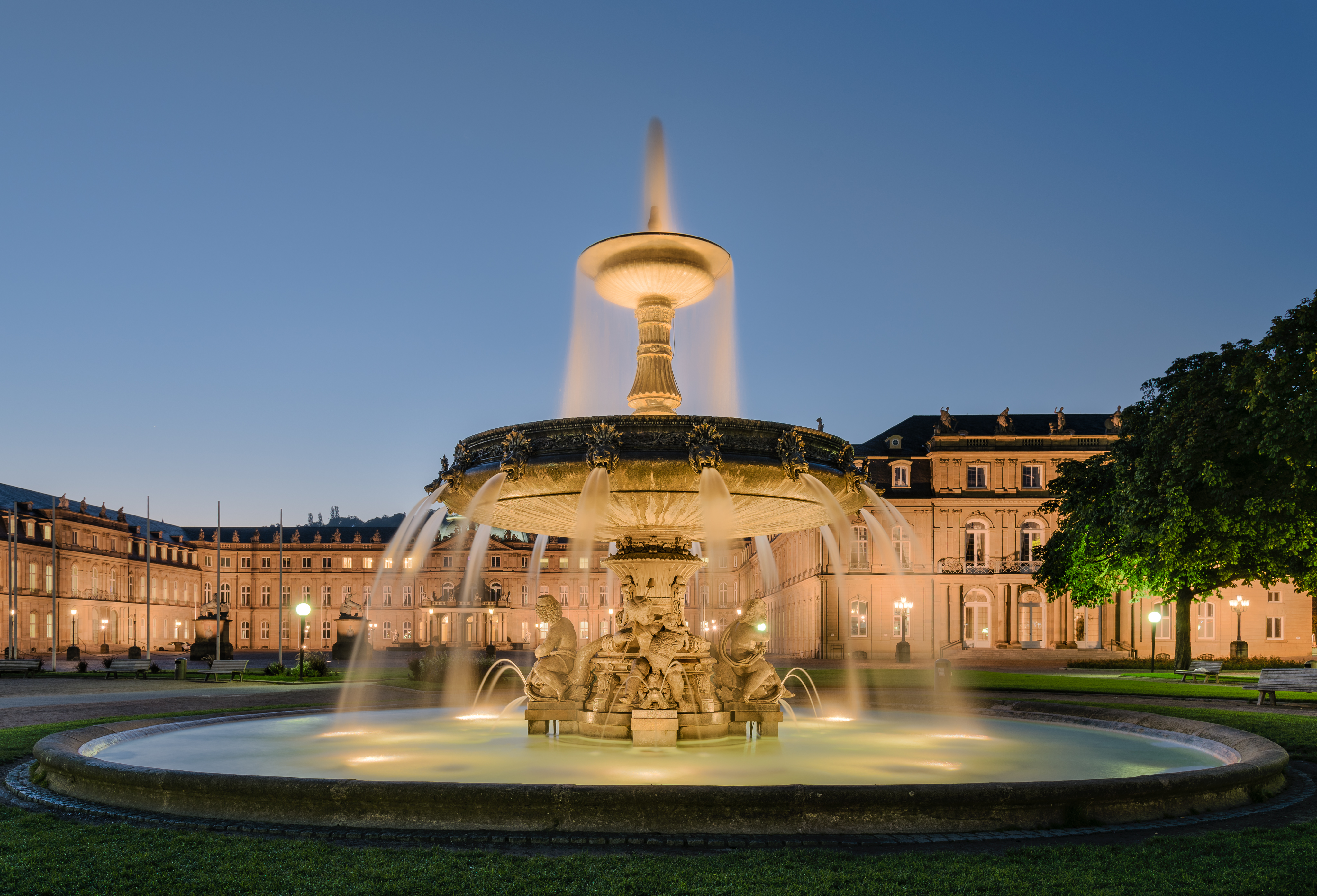
Springbrunnen auf dem Schloßplatz
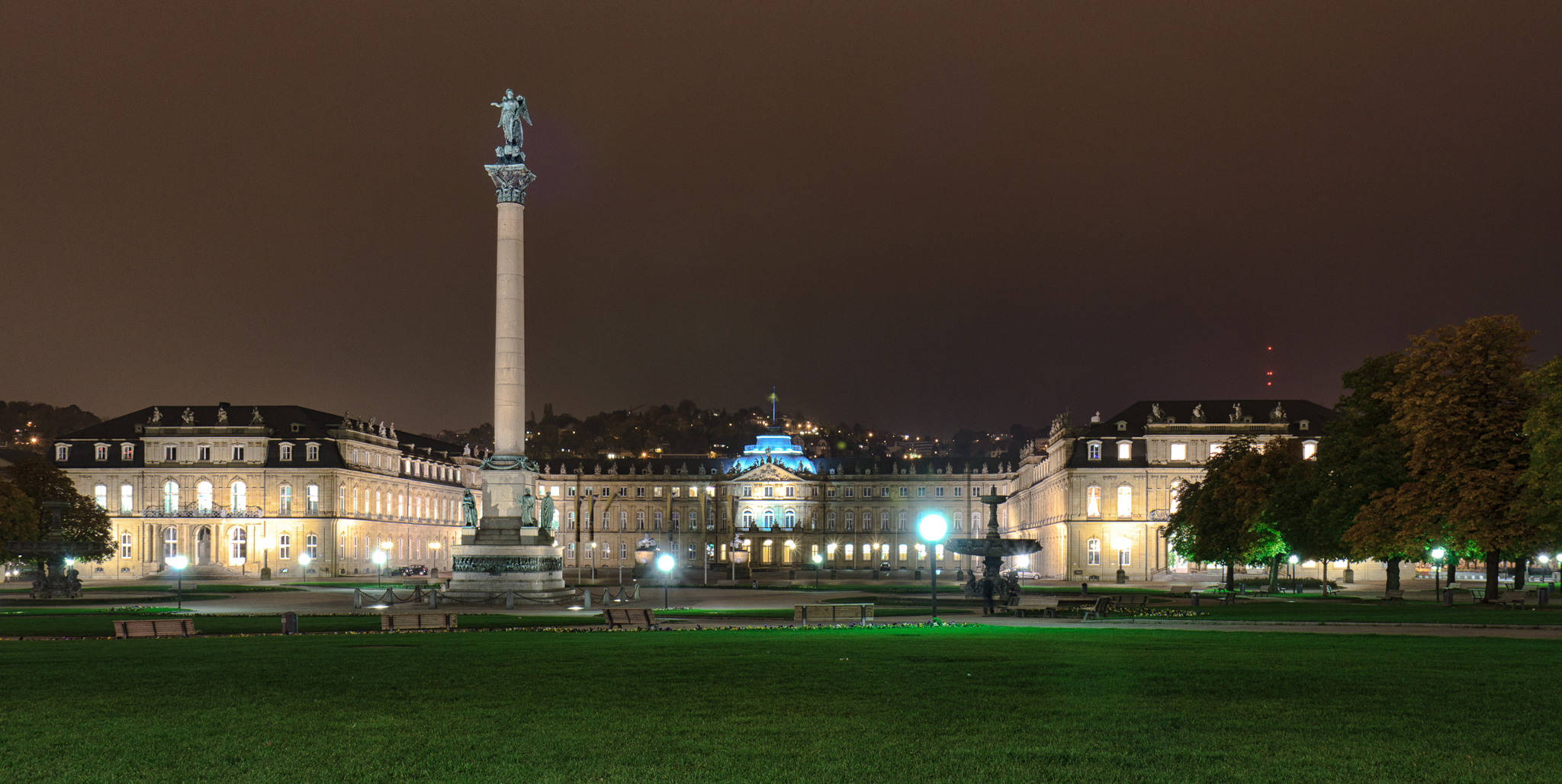
Neues Schloss bei Nacht
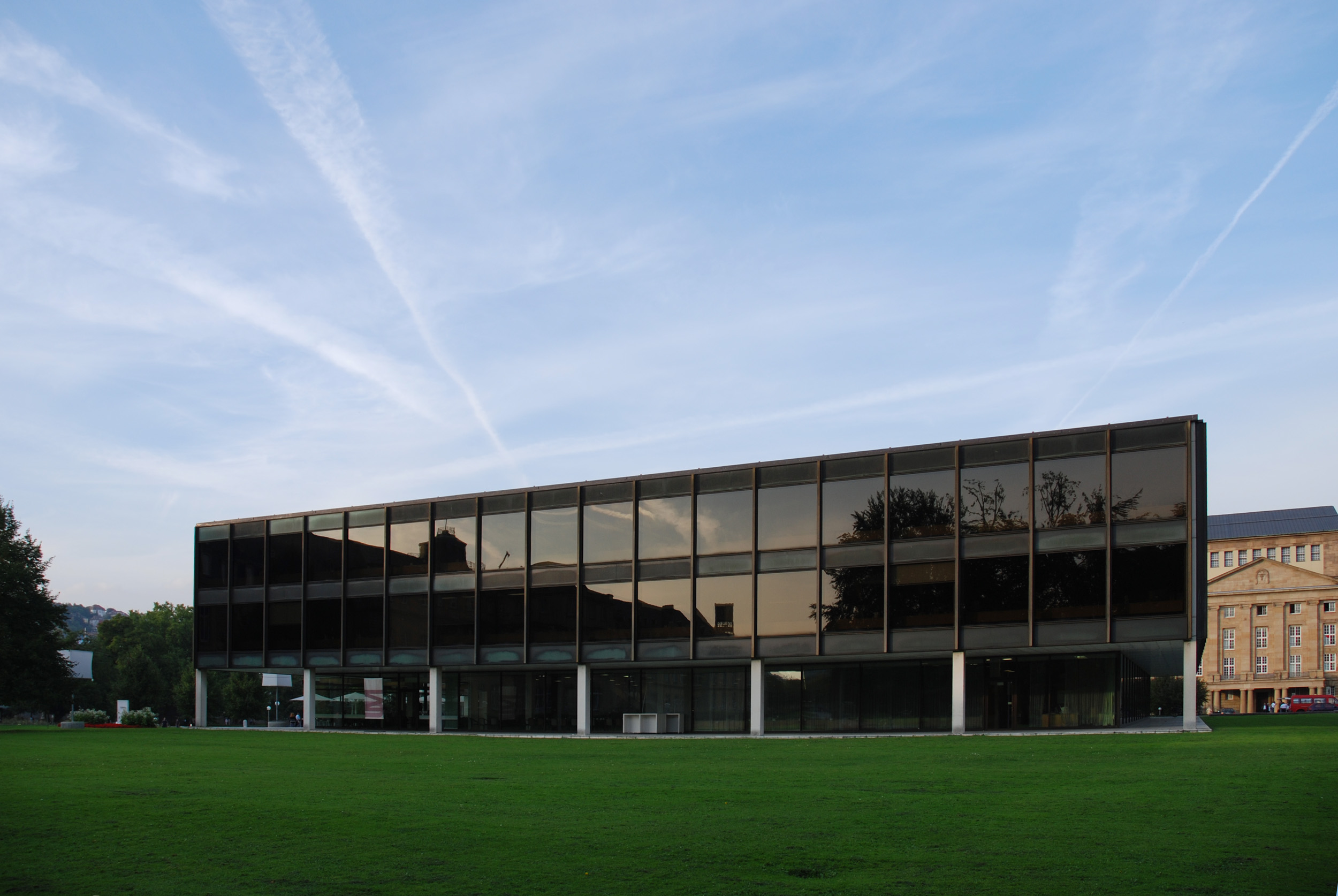
Landtagsgebäude
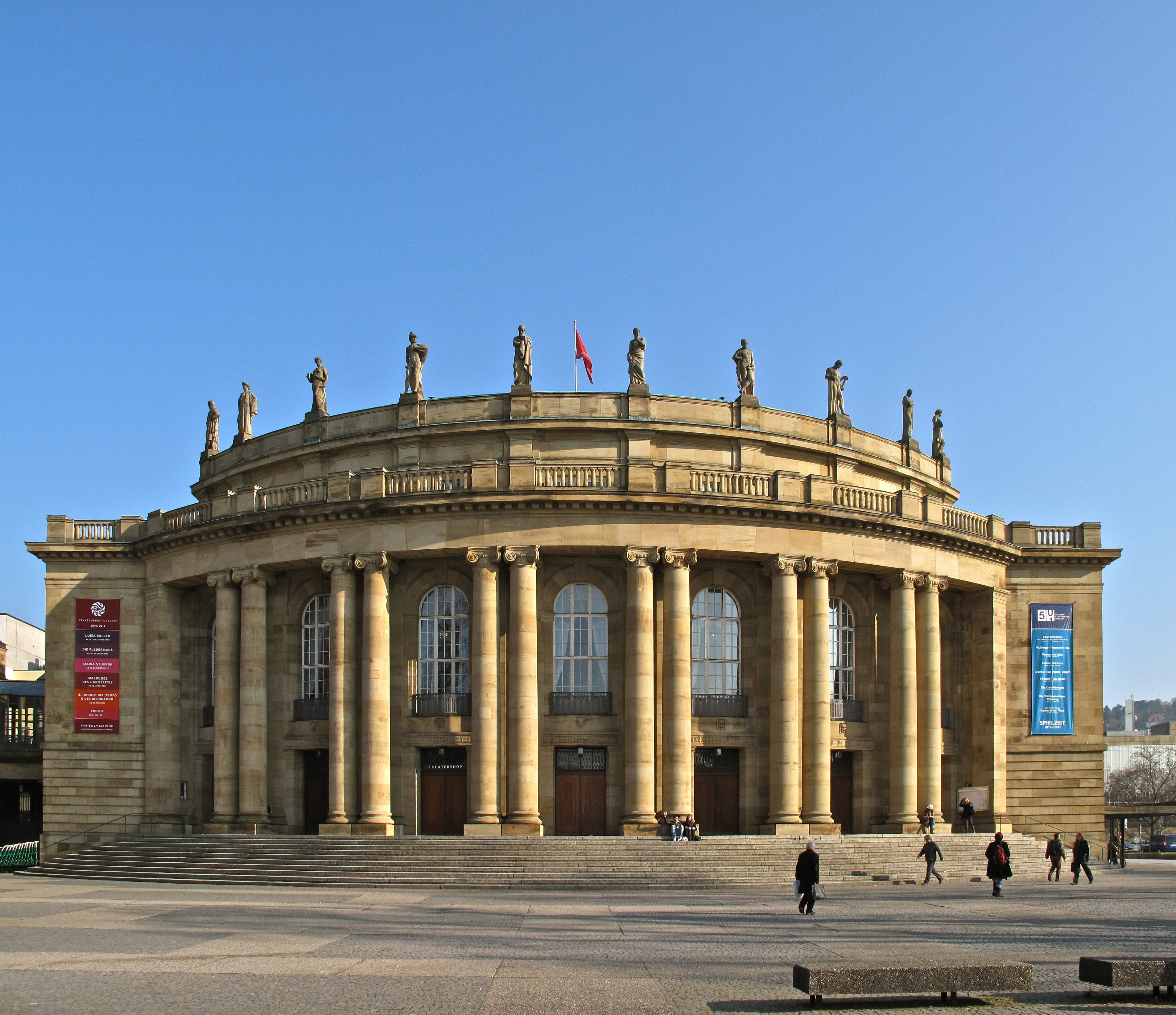
Staatstheater
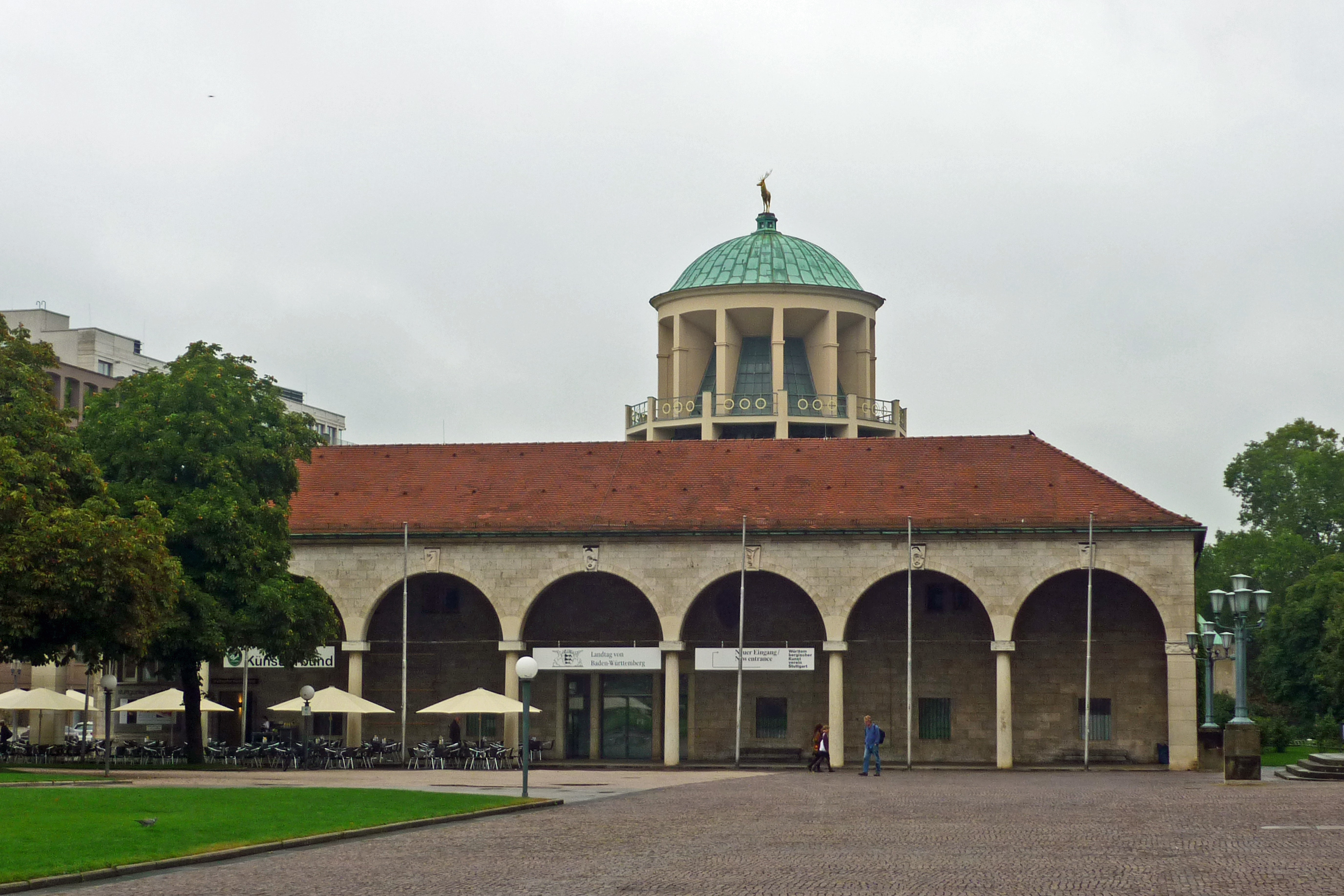
Kunstgebäude
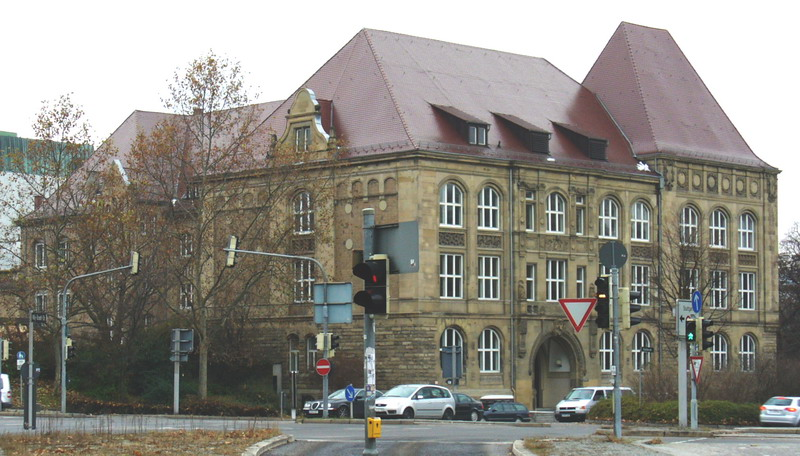
Katharinenstift
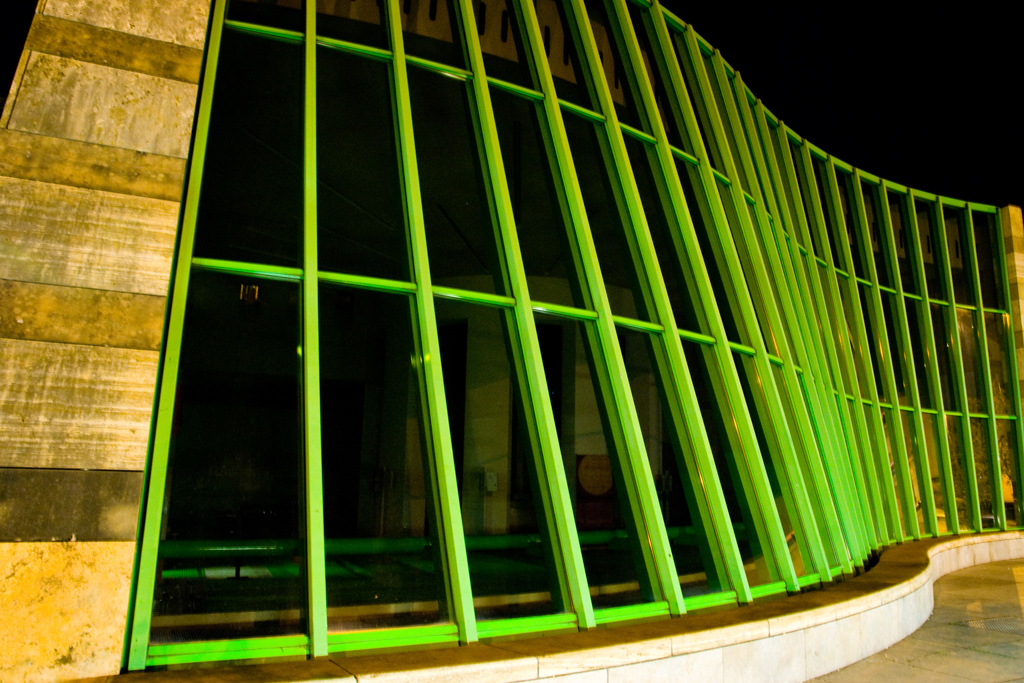
Staatsgalerie
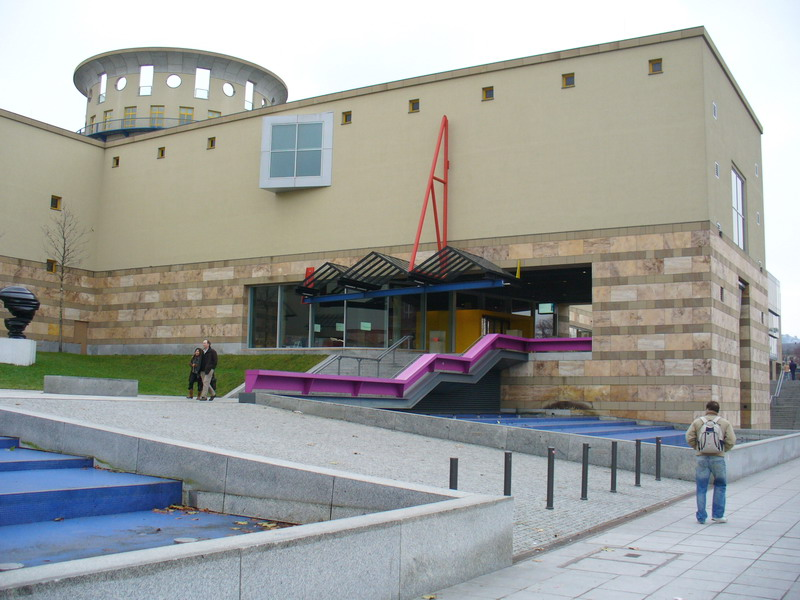
Haus der Geschichte
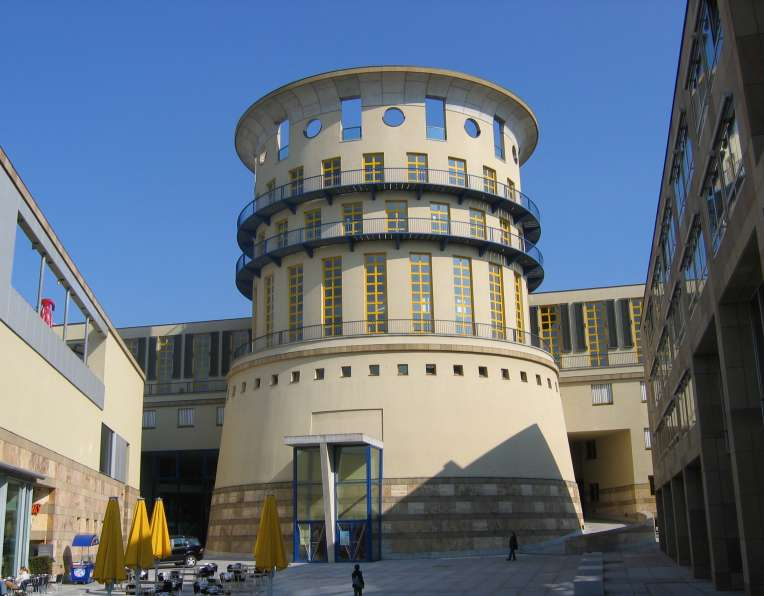
Musikhochschule
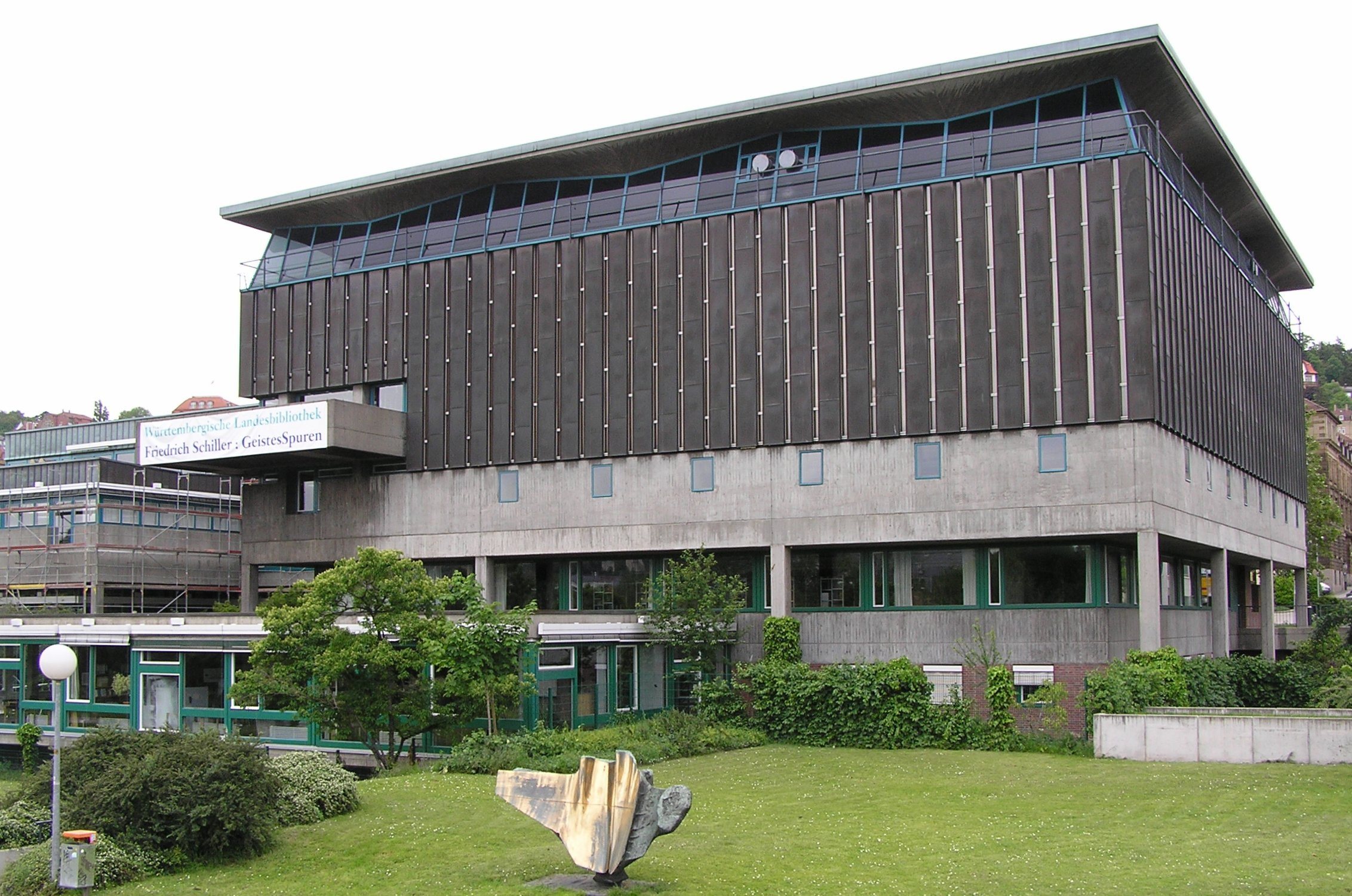
Württembergische Landesbibliothek
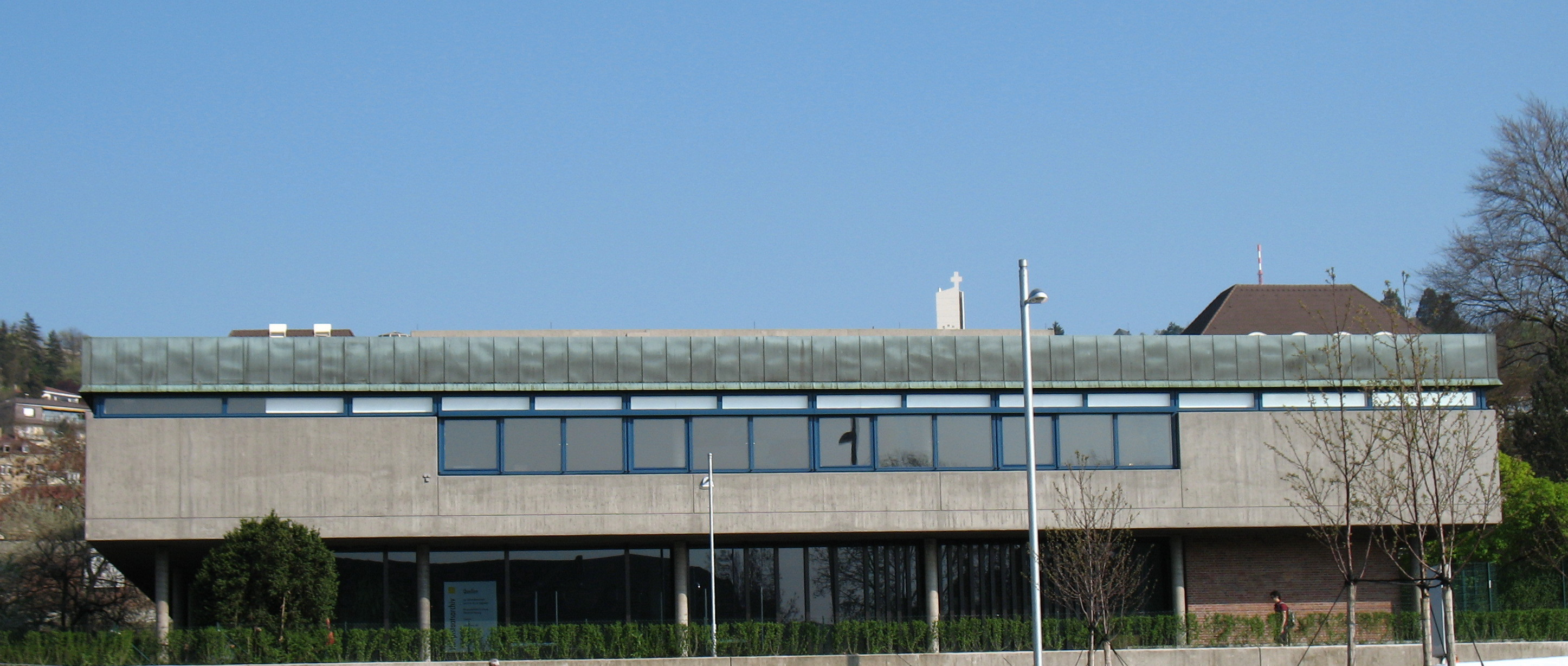
Hauptstaatsarchiv
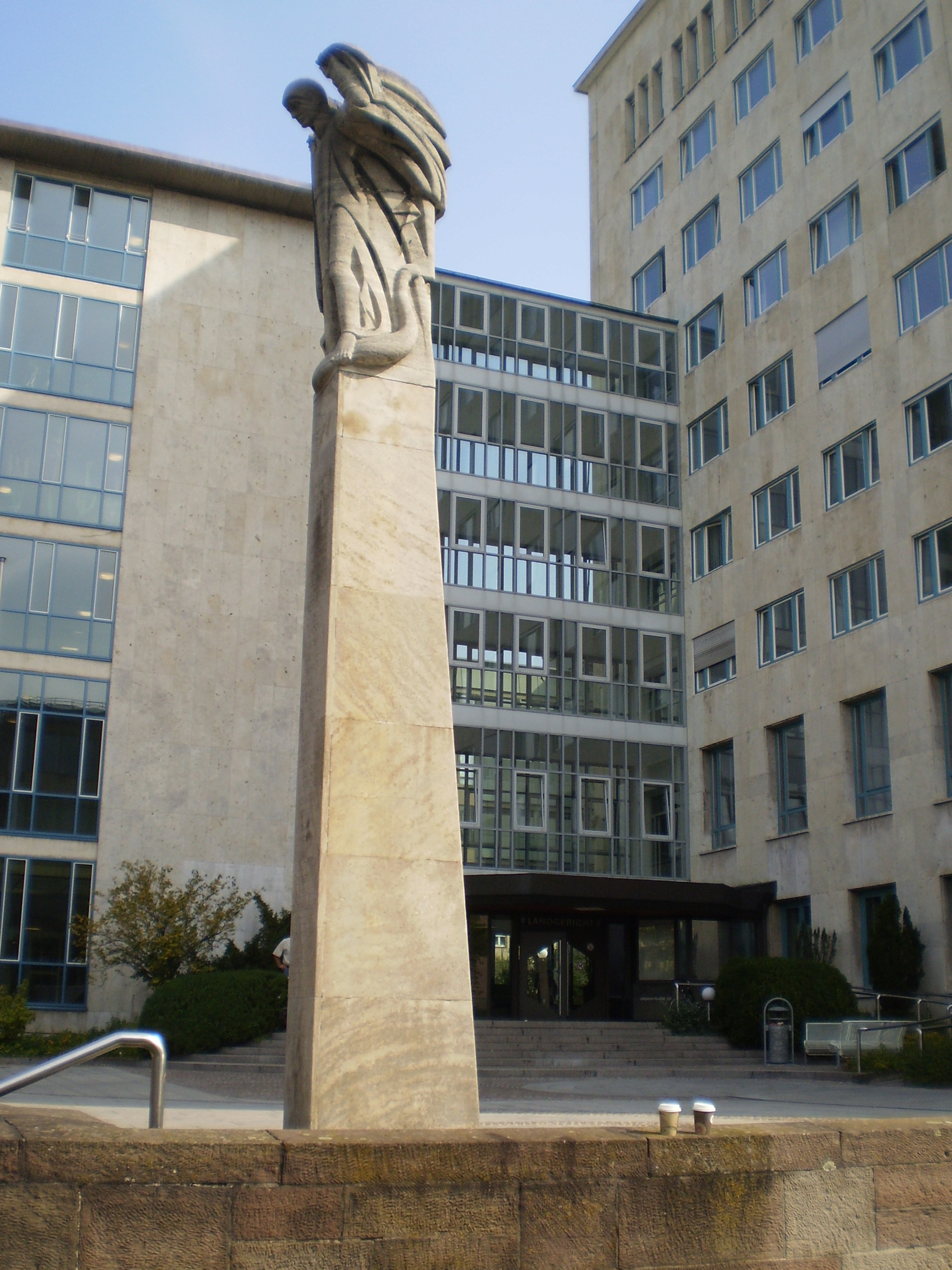
Landgericht
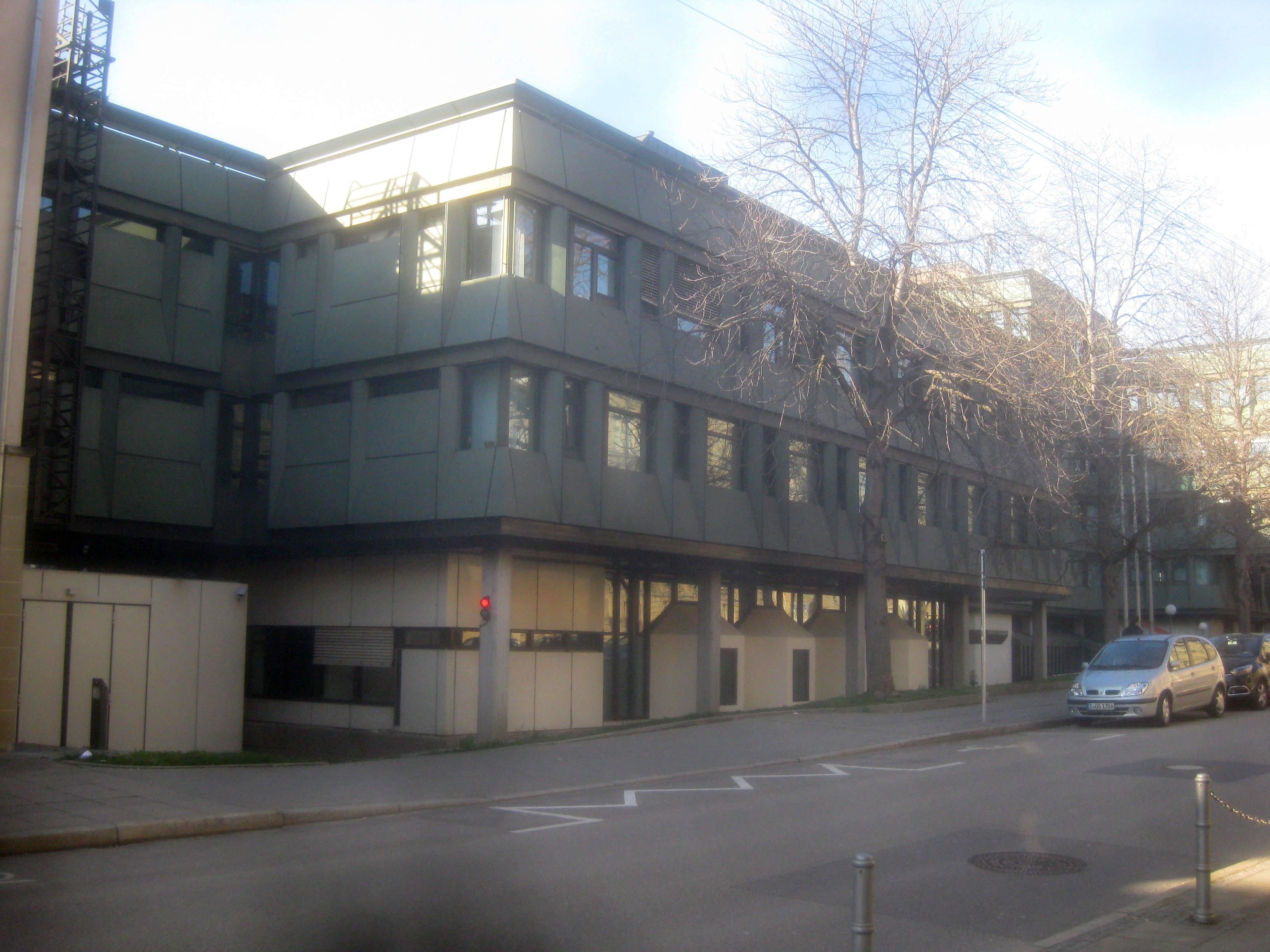
Oberlandesgericht
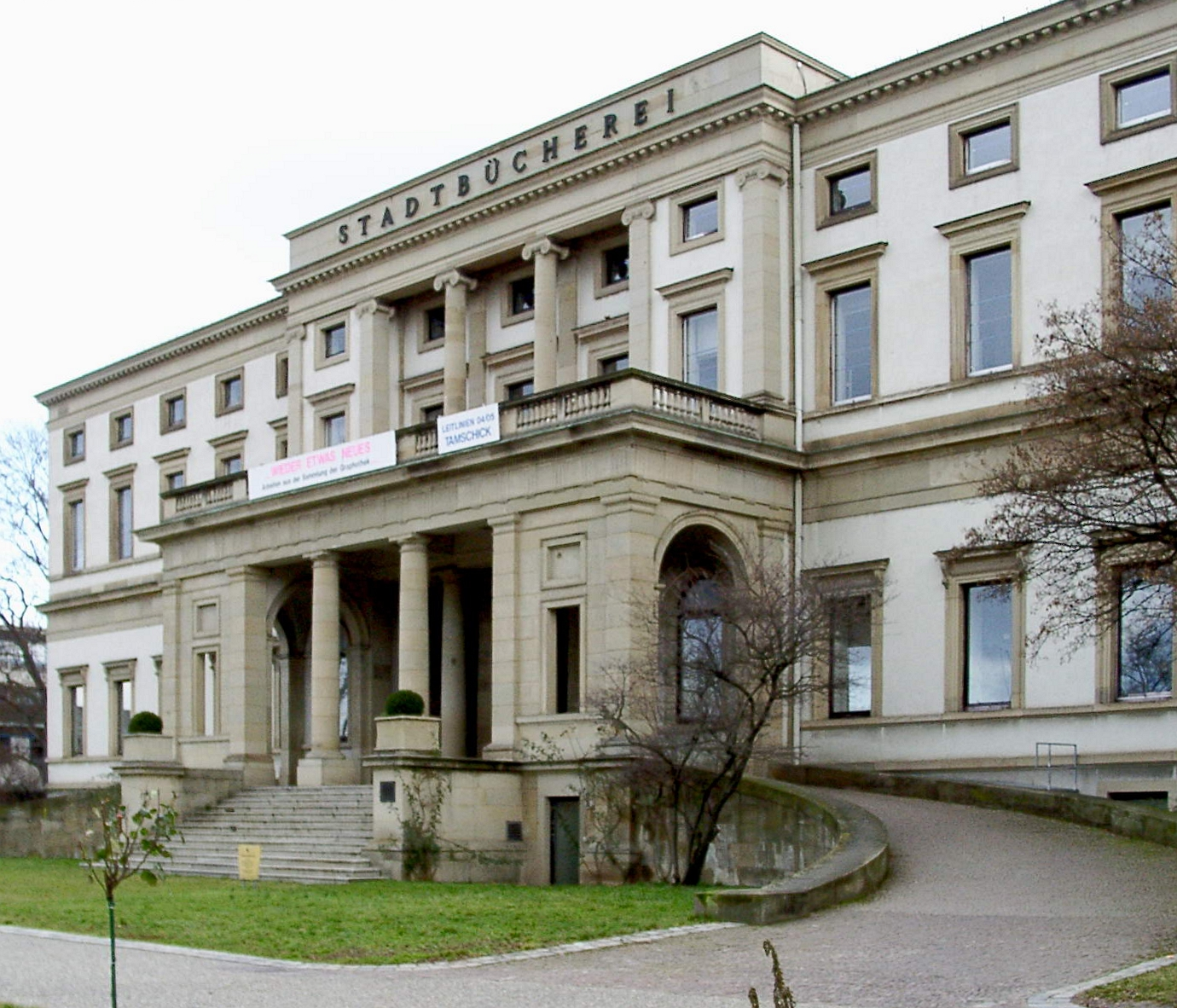
Stadtmuseum